# Walter Zimmermann
Walter Zimmermann ( 9 de mayo de 1892, Walldürn - 30 de junio de 1980, Tubinga), fue un botánico alemán.
Es bien conocido entre los estudiosos de la morfología de las plantas por haber desarrollado la "teoría del teloma", que afirma que los apéndices laterales de las plantas se derivaron de ramas indiferenciadas (Zimmermann 1938, 1952, 1965). También sobresalió su colaboración con Arthur Cronquist y Armen Takhtajan en su clasificación de las embriofitas (Cronquist et al. 1966). Su "espiral hologenética" es una imagen familiar para muchos botánicos, habiendo sido reproducida en textos como Foster y Gifford (1974:48) y Stewart (1983:81).
Willi Hennig se refirió a él como "uno de los mejores teóricos modernos del trabajo en Sistemática Vegetal" (1966:9).
Su publicación teórica seminal quizás haya sido "Arbeitsweise der botanischen Phylogenetik und anderer Gruppierungswissenschaften" ("Métodos de filogenética botánica y otras ciencias de la agrupación"), publicado por primera vez en 1931.
Recibió su doctorado de la Universidad de Friburgo (Alemania) en 1921. Enseñó botánica en la Universidad de Tubinga, Alemania, como académico privado entre 1925 y 1929 y como profesor entre 1929 y 1980.

## Algunas publicaciones
- Die Phylogenie der Pflanzen. 1930
- Geschichte der Pflanzen. 1949
- Evolution. 1953
- Die Phylogenie der Pflanzen. 2., völlig neu bearb. Aufl., 1959
- Der Federsee. Mit: Dieter Peter Baur, 1961
- Die Telomtheorie. 1965
- Evolution und Naturphilosophie. 1968
- Vererbung "erworbener Eigenschaften" und Auslese. 2., völlig neu bearb. Aufl., 1969
- Evolución vegetal. 1976

- La abreviatura «W.Zimm.» se emplea para indicar a Walter Zimmermann como autoridad en la descripción y clasificación científica de los vegetales.[1]